# Путевая тележка

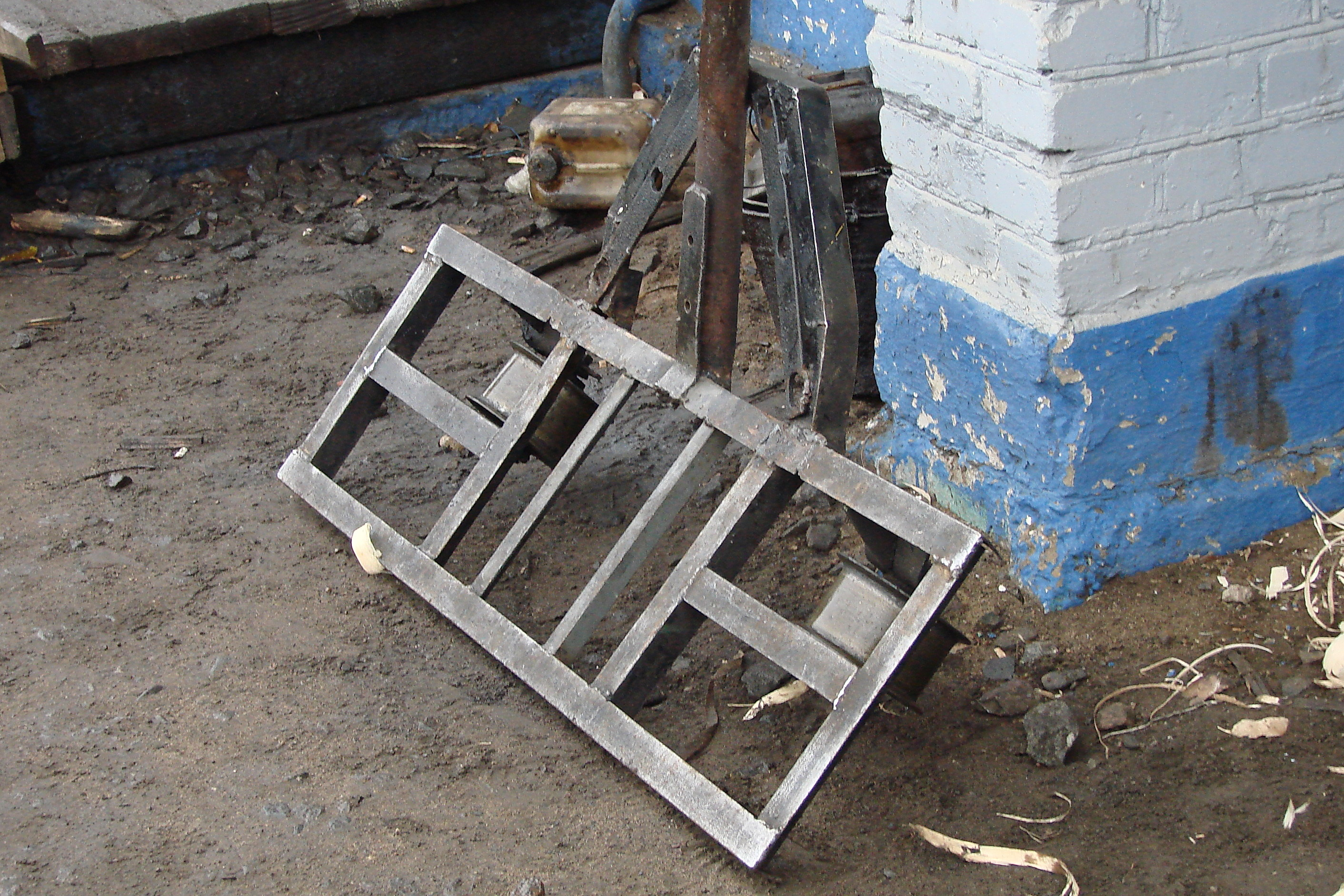
Путевая тележка

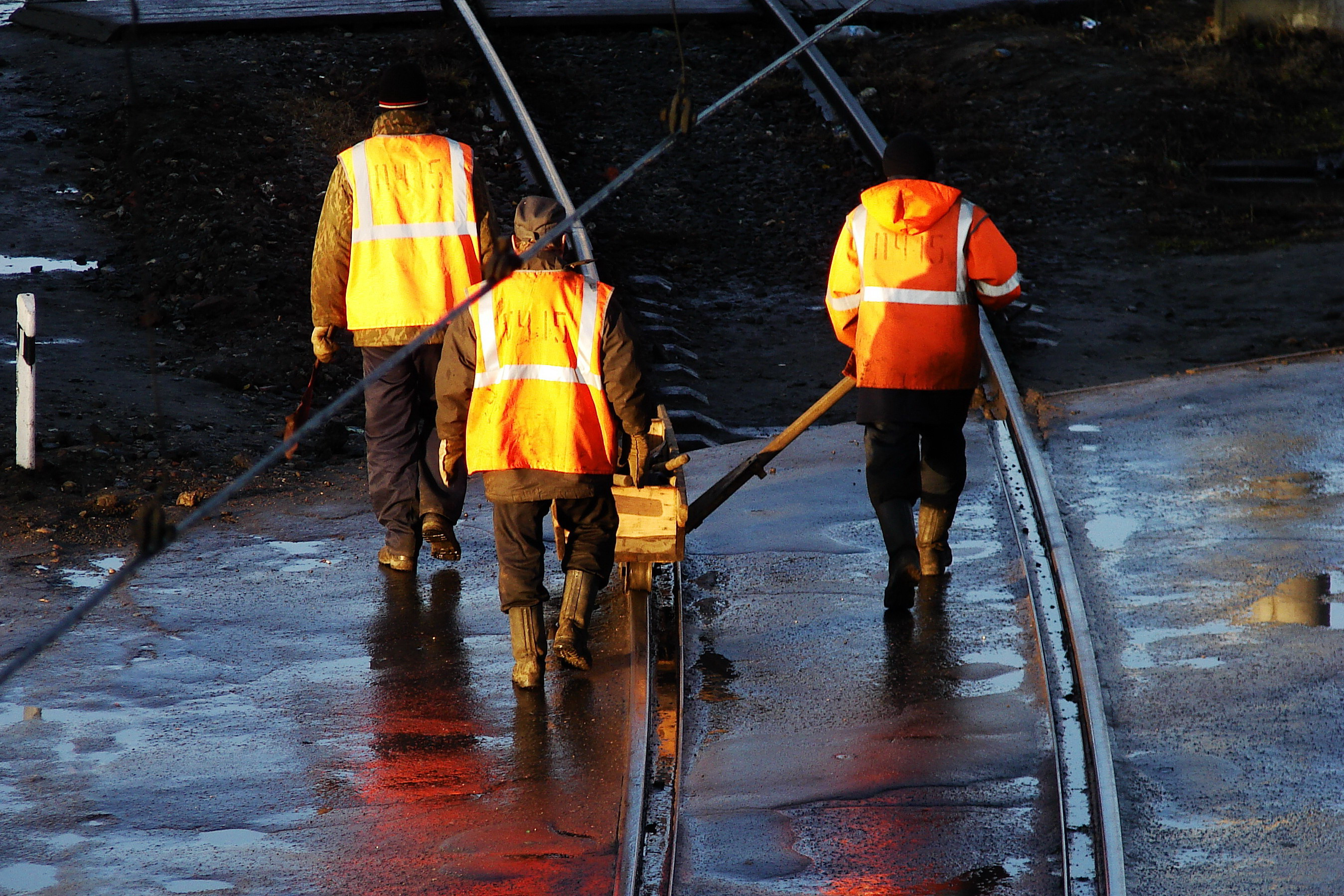
Путейцы катят однорельсовую путевую тележку

Путева́я теле́жка применяется на железнодорожном транспорте для транспортировки элементов верхнего строения пути, путевого инструмента и других грузов при путевых работах.

## Виды путевых тележек
Путевые тележки перемещаются по рельсам вручную и бывают:
- однорельсовые
- двухрельсовые

Однорельсовая путевая тележка (модерон) служит для транспортировки грузов на короткие расстояния. На раме путевой тележки имеется упор, который удерживает её на стоянке от опрокидывания и при движении убирается. Грузоподъёмность тележки 300 кг, масса 36 кг.
Двухрельсовая путевая тележка имеет четыре колеса на двух осях, которые изолированы электрически, чтобы не замыкать рельсовую цепь на участках пути с автоблокировкой, воздействуя таким образом на показания сигналов. Грузоподъёмность тележки 1,5 тонны, масса 95 килограмм.
Для работы в метрополитене применяются путевые тележки для перевозки длинномерных рельсовых плетей к месту укладки их на перегонах и для вывоза с перегонов старых рельсовых плетей. Перемещение путевой тележки осуществляют две дрезины (в сцепе). Грузоподъёмность такой тележки 6 тонн.